# James Pinckney Henderson
James Pinckney Henderson (Lincolnton, Carolina do Norte, 5 de Dezembro de 1803 — Washington, D.C., 4 de junho de 1858) foi o primeiro governador do Texas, depois que este foi incorporado a União. Foi também senador pelo estado texano, exercendo esse cargo de 9 de novembro de 1857 até sua morte.